# Кршко (община)
Община Кршко (словен. Občina Krško) — одна з общин в південній Словенії. Адміністративним центром є місто Кршко.

## Населення
У 2010 році в общині проживало 25838 осіб, 13223 чоловіків і 12615 жінок. Чисельність економічно активного населення (за місцем проживання), 10635 осіб. Середня щомісячна чиста заробітна плата одного працівника (EUR), 986,85 (в середньому по Словенії 966.62). Приблизно кожен другий житель у громаді має автомобіль (54 автомобілів на 100 жителів). Середній вік жителів склав 41,2 роки (в середньому по Словенії 41.6).